# Шиферець болівійський
Ши́ферець болівійський (Lophospingus griseocristatus) — вид горобцеподібних птахів родини саякових (Thraupidae). Мешкає в Болівії і Аргентині.

## Опис
Довжина птаха становить 14 см. Забарвлення переважно сіре, нижня частина тіла дещо світліша, живіт білуватий. Крила і хвіст темно-сірі, крайні стернові пера хвоста білі, помітні в польоті. На голові характерний прямий гостроконечний сірий чуб. Дзьоб зверху і на кінці сірий, знизу рожевий.

## Поширення і екологія
Болівійські шиферці мешкають в передгір'ях Анд на заході Болівії (на південь від південного Ла-Паса) і північно-західній Аргентині (Жужуй, Сальта). Вони живуть в сухих чагарникових і кактусових заростях, в сухих гірських долинах та на краях полів. Зустрічаються невеликими зграйками, на висоті від 1500 до 3100 м над рівнем моря. Живляться насінням і дрібними безхребетними, яких шукають на землі.